# Nello Musumeci
Sebastiano Musumeci (nacido el 21 de enero de 1955) es un político italiano. Presidente de Scilia desde el 18 de Noviembre de 2017 hasta el 22 de Octubre de 2022, actualmente es Ministro para el Mar y el Sur de Italia 
Era miembro del Parlamento Europeo por un escaño de la Italia insular, fue parte de la Unión por una Europa de las Naciones y formaba parte de la Comisión de Pesca y la Comisión de Industria, Investigación y Energía del Parlamento Europeo.

## Biografía
Musumeci nació en Militello in Val di Catania, Sicilia, y es el fundador y el actual líder de Diventerà Bellissima, un partido autonomista de Sicilia, después de haber dejado la Alianza Nacional en 2005, y fundó la Alianza Siciliana. Corrió sin éxito por la presidencia de la Región de Sicilia en 2006, obteniendo el 5.3% de los votos, y nuevamente en 2012, cuando quedó en segundo lugar con 25.7%.
El Lugar de Musumeci en 2008 fue en el infame asiento 666 en Estrasburgo. Era un sustituto de la Comisión de Agricultura y Desarrollo Rural, sustituto de la delegación en la comisión parlamentaria conjunta UE-Turquía.
Se presentó con éxito en las elecciones regionales sicilianas para la presidencia de la Región de Sicilia en noviembre de 2017, obteniendo el 39.9% de los votos.

## Educación
- 1973: Certificado de egreso de escuela secundaria en asignaturas técnicas
- Estudios en derecho
- Empleado bancario y periodista publicista
- 1983: Profesor en el Instituto Superior de Periodismo de Acireale

## Carrera
- 1994-2003: Presidente de la Provincia de Catania
- 1994-2009: Miembro del Parlamento Europeo
- 2002-2004: Coordinador Regional de Alianza Nacional por Sicilia
- 2006: Corrió sin éxito por la Presidencia de Sicilia
- Vicepresidente suplente de Aiccre, "Asociación Italiana de Municipios y Regiones de Europa" (Véase también: Elecciones al Parlamento Europeo de 2004 (Italia))
- 2011: Subsecretario del Ministerio de Trabajo y Políticas Sociales
- 2012-2017: Miembro de la Asamblea Regional Siciliana
- desde noviembre de 2017: Presidente de Sicilia